# Dicrolene kanazawai
Dicrolene kanazawai är en fiskart som beskrevs av Grey, 1958. Dicrolene kanazawai ingår i släktet Dicrolene och familjen Ophidiidae. Inga underarter finns listade i Catalogue of Life.